# 강기중
강기중(姜基中, 1989년 5월 13일~)은 대한민국의 전 축구 선수이며 포지션은 공격수였다. 2009년에 전남 드래곤즈에 입단하면 선수 경력을 시작했다. 하지만 입단과 동시에 큰 활약 없이 축구판을 떠나게되었다. 